# Frau-Holle-Teich
Frau-Holle-Teich (en alemán: Frau-Holle-Teich) es un estanque situado al noreste de la ciudad de Fráncfort del Meno, en el distrito rural de Werra-Meißner —cerca de la frontera con el estado de Turingia—, en el estado de Hesse (Alemania), a una altitud de 623 metros; tiene una profundidad máxima de 2.60 metros.